# 야후! 지식검색

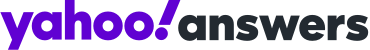

야후! 지식검색(Yahoo! Answers)은 야후!에서 운영하는 지식검색 사이트였다. 이곳도 신지식이나 지식iN과 마찬가지로 사용자가 올린 질문이나 궁금한 내용에 대해 다른 사용자들이 자발적으로 답변을 달면서 지식을 공유하는 서비스이다.
또한 야후! 지식검색에서는 지식리더스의 제도를 사용하여, 우수한 답변활동 및 모니터링을 통해 양질의 지식이 공유될 수 있게 돕고 있는 우수회원이며, 엠파스 실시간 지식의 지식 브레인과 비슷한 제도이다.
미국에서는 2002년 7월 14일부터 서비스가 시작되었으며, 중국은 2002년 8월 16일부터, 대한민국에서는 2003년 6월 5일부터 서비스가 시작되었다. 하지만 야후! 지식검색 대한민국판은 수익 모델이 부족한 데다가 이용량이 급감하여 2010년 10월 28일에 서비스가 종료되었다. 대한민국판을 제외한 나머지 판들은 현재도 서비스되고 있다.

## 서비스가 가능한 언어
현재 야후! 지식검색은 영어, 중국어, 일본어, 프랑스어, 독일어, 인도네시아어, 이탈리아어, 스페인어, 포르투갈어, 태국어, 베트남어 등으로 제공되었다.

## 레벨
야후 지식검색의 레벨은 10개의 레벨로 나뉘며, 양파 등급으로 구성된다.
- 1레벨 : 0 ~ 1,500점
- 2레벨 : 1,501 ~ 3,000점
- 3레벨 : 3,001 ~ 7,000점
- 4레벨 : 7,001 ~ 13,000점
- 5레벨 : 13,001 ~ 20,000점
- 6레벨 : 20,001 ~ 30,000점
- 7레벨 : 30,001 ~ 45,000점
- 8레벨 : 45,001 ~ 65,000점
- 9레벨 : 65,001 ~ 100,000점
- 10레벨 : 100,001점 이상[1]

## 포인트
야후 지식검색에서 획득 및 가감산 포인트는 다음과 같은 목록으로 구성된다.

### 가산 포인트
- 기본 지수 : 1000점, 신규 회원 가입시 지급
- 로그인 : 5점, 1일 1회
- 평가하기 : 5점, 1일 3회 최대 15점까지 획득 가능
- 의견쓰기, 태클걸기 : 10점
- 질문하기 : 10점
- 일반질문 답변하기 : 20점
- 미궁속 질문 답변하기 : 30점
- 선택답변 : 50점 (+지식지수)
- 추천지식 : 50점
- 오픈지식, 관련지식 : 30점
- 오픈사전 : 20점
- 질문자 땡큐 메시지 : 질문자 5점, 답변자 10점
- 출석부 5일 연속 출석시 : 50점

### 감산 포인트
- 지식지수, 경매질문 : -n
- 답변 미선택 : -30점
- 저질/불법게시 : -50점
- 불량게시 : -20점
- 위법/광고게시 : -30점
- 장난게시 : -10점
- 1차 경고 : -300점, 벌점 감소 및 1주일간 지식검색 이용금지
- 2차 경고 : -500점, 벌점 감소 및 2주일간 지식검색 이용금지
- 3차 경고 : 지수 전체 삭제, 지식검색 회원자격 자동 상실[2]

## 같이 보기
- 야후!